# جياكومو فينتوري
جياكومو فينتوري (بالإيطالية: Giacomo Venturi)‏ (2 يناير 1992 بفاينزا في إيطاليا - ) هو لاعب كرة قدم إيطالي في مركز حراسة المرمى. شارك مع منتخب إيطاليا تحت 20 سنة لكرة القدم. أما مع النوادي، فقد لعب مع نادي بولونيا ونادي كريمونيسي وAC Bellaria Igea Marina ‏ ونادي غوبيو وASD Victor San Marino ‏.